# Bulbophyllum cameronense
Bulbophyllum cameronense là một loài phong lan thuộc chi Bulbophyllum.